# فراین

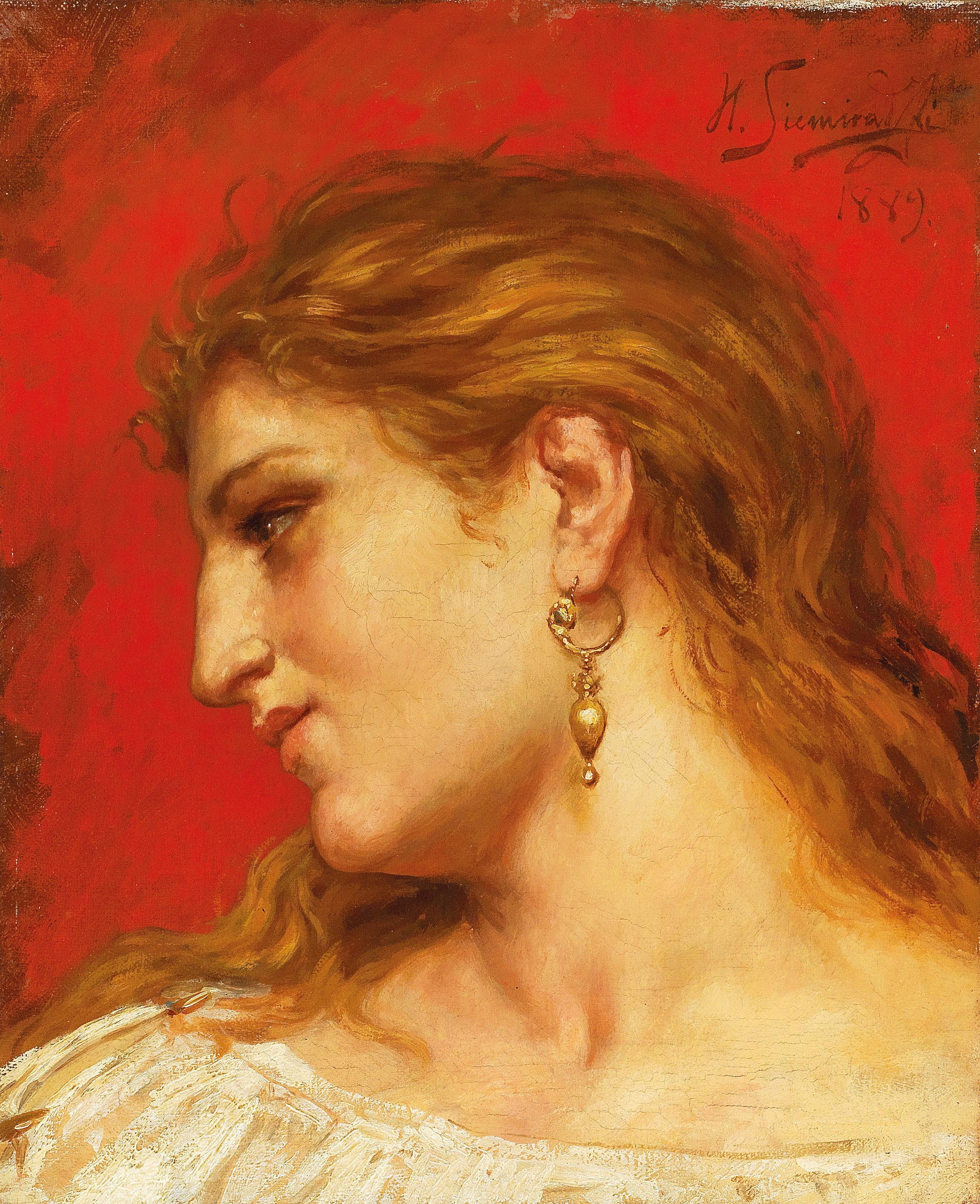
یک نقاشی به نام «فراین در جشنواره پوزیدون در الئوسیس» اثر هنریک شمیراتسکی

فراین (‎/ˈfraɪni/‎ ; یونانی باستان: Φρύνη Phrū́nē؛ ح. 371 پیش از میلاد - ۳۱۶ پیش از میلاد) یک هتایرا (روسپی) در یونان باستان بود. او اهل تسپیائه در بوئوتیا بود و در آتن می‌زیست و در آنجا به یکی از ثروتمندترین زنان یونان تبدیل شد. او بیشتر به دلیل محاکمه‌اش به اتهام بی‌تقوایی شناخته می‌شود، جایی که خطیب هایپریدس از او دفاع می‌کرد. طبق افسانه، فراین پس از برهنه کردن سینه‌هایش برای هیئت منصفه تبرئه شد، اگرچه صحت تاریخی این روایت مشکوک است. او همچنین برای هنرمندان آپلس و پرکسیتلیز الگو بود و پیکرهٔ آفرودیت کنیدوس به شکل هیکل او خلق شده‌است.